# Peseta peruviana
La peseta è stata una valuta emessa per un breve periodo dal Perù tra il 1880 e il 1882. La peseta era suddivisa in 10 reales, con 5 pesetas pari a 1 sol. Il sol continuò ad essere prodotto durante questo periodo e non fu sostituito dalla peseta.

## Monete
Monete d'argento furono emesse dalla zecca di Lima nel 1880 in tagli da 1 e 5 pesetas, con ulteriori emissioni di monete da 5 pesetas fatte nel 1881 e nel 1882 dalla zecca di Ayacucho. Un esiguo numero di monete da ½ real furono coniate nel 1882, sempre dalla zecca di Ayacucho.